# Eagle Automobile Company (New Jersey)
Eagle Automobile Company war ein US-amerikanischer Hersteller von Automobilen aus New Jersey.

## Unternehmensgeschichte
Henry S. Griffin, George W. Loft, A. Gibbey Spencer, Edwin Vandewater und Frank C. Vandewater gründeten 1905 das Unternehmen in Rahway. Sie begannen mit der Produktion von Automobilen. Der Markenname lautete Eagle. 1907 endete die Produktion.
Die beiden Vandewater gründeten daraufhin Vandewater & Co.

## Fahrzeuge
Im Angebot standen zwei Modelle. Sie hatten einen luftgekühlten Vierzylindermotor, entworfen von H. J. Muntz. Im Modell von 1906 war die Motorleistung mit 20/24 PS angegeben. Das Fahrgestell hatte 279 cm Radstand. Der Antrieb erfolgte über eine Kette. Der einzige angebotene Aufbau war ein Tourenwagen mit fünf Sitzen.
Für 1907 sind kleine Änderungen überliefert. Der Motor leistete nun 30 PS. Der Radstand war auf 274 cm gekürzt worden. Das Fahrzeug wurde Model E genannt.

## Modellübersicht
| Jahr | Modell   | Zylinder | Leistung (PS) | Radstand (cm) | Aufbau               |
| ---- | -------- | -------- | ------------- | ------------- | -------------------- |
| 1906 | 20/24 HP | 4        | 20/24         | 279           | Tourenwagen 5-sitzig |
| 1907 | Model E  | 4        | 30            | 274           | Tourenwagen 5-sitzig |

## Übersicht über Pkw-Marken aus den USA, die mitEaglebeginnen
| Marke          | Hersteller                            | Vermarktungsbeginn | Vermarktungsende | Ort, Bundesstaat      |
| -------------- | ------------------------------------- | ------------------ | ---------------- | --------------------- |
| Eagle          | Eagle Automobile Company (New York)   | 1905               | 1905             | Buffalo, New York     |
| Eagle          | Eagle Automobile Company (New Jersey) | 1905               | 1907             | Rahway, New Jersey    |
| Eagle          | Eagle Motor Carriage Company          | 1908               | 1908             | Elmira, New York      |
| Eagle          | Eagle Automobile Company (Missouri)   | 1909               | 1909             | St. Louis, Missouri   |
| Eagle          | Eagle-Macomber Motor Car Company      | 1914               | 1915             | Chicago, Illinois     |
| Eagle          | Eagle Electric Automobile Company     | 1915               | 1916             | Detroit, Michigan     |
| Eagle          | Durant Motors                         | 1923               | 1924             | Lansing, Michigan     |
| Eagle          | Eagle Manufacturing                   | 1978               | 1984             | Campbell, Kalifornien |
| Eagle          | Eagle Coach Work                      | 1980               | 2001             | Amherst, New York     |
| Eagle          | Eagle (US-amerikanische Automarke)    | 1987               | 1998             | Detroit, Michigan     |
| Eagle-Macomber | Eagle-Macomber Motor Car Company      | 1916               | 1918             | Sandusky, Ohio        |